# Ganku
Ganku, född 1749, död 19 januari 1839, var en japansk målare.
Ganku studerade troligen redan som pojke Kanoskolan, därefter den nykinesiska skolan. I denna stil målade han färgrika blomsterbilder. En större stil finns djurbilder, framförallt tigrar, som gett honom hans rykte och som utförts med en för tiden sällsynt kraftig penselföring och i mycket sparsam färg.